# 超少女明日香
『超少女明日香』（ちょうしょうじょあすか）は和田慎二の漫画作品。

## 概要
集英社『別冊マーガレット』、白泉社『花とゆめ』、メディアファクトリーの『コミックフラッパー』で執筆された。2010年8月時点で“一応継続中”だったが、作者である和田自身が2011年7月に没したために未完となる。
岐阜県飛騨の山奥（イメージは白川村）に住む自然の精霊（とも）たる一族「砂神一族」の一人である主人公・砂姫明日香と、彼女を愛するゼネコン「田添建設」の社長の長男・田添一也の物語。主人公の明日香は普段は和服のお手伝いさん姿だが、自然を守るために戦い続ける超少女で、戦闘の際はセーラー服に着替える。後に一也も明日香との関係を「自然」から認められ、あらゆる超能力の作用を弾き返す（もしくは吸収し無力化する）「シールド」を授けられた。
『花とゆめ』から『コミックフラッパー』に移る際、多少のリニューアル（設定変更）がなされており、前者（『別冊マーガレット』・『花とゆめ』所収版）を『花ゆめ（少女漫画）版』、後者（『コミックフラッパー』連載分）を『フラッパー（青年漫画）版』と区別する場合がある。
また、物語のテーマや敵となる存在から『花ゆめ版』のうち『子守歌』までを「超能力者編」、『ヴィーナス翔ぶ!』から『史上最大の生霊』までを「生霊（精霊）編」、『フラッパー版』以降を「逆十字（ターンクロス・人間）編」と区分けされる事もある。このテーマの進捗具合から時に作者は「自然の守護者にして人間の一員たる主人公たちの最大の敵は、人間という自然を作り変える存在そのものである。」という内容へと至るプロットの一部を公言している。
和田の別作品『怪盗アマリリス』では、1作目の『超少女明日香』が劇中劇として映画化されるエピソードがある。

## 登場人物

### 別冊マーガレット・花とゆめ版の登場人物
砂姫 明日香（さき あすか）
本作主人公。砂神村唯一の末裔にして自然の精霊（とも）。『学校編』では高校2年生だと思われる描写がある。有能な家政婦でゲテモノ類は全く平気だが、ゴキブリだけは気絶するほど苦手。
故郷をダムに沈めた田添建設に復讐するため、田添家を崩壊させに家政婦として潜入。しかし砂神村を沈めた黒幕が芙蓉夫人であり、田添建設は芙蓉夫人に利用されただけと知り、復讐相手を変える（『超少女明日香』）。復讐後飛騨に帰るが、その後も何度か田添家にやってきて住み込みで働き、事件を解決しては去っていく。一也とは相思相愛だが、砂神一族の末裔という自分の宿命に一也を巻き込まないために彼の想いを受け入れようとしない。一度は一也との結婚も田添家の面々によって準備されたが、前述の理由から、田添家の自分に関する記憶を全て消して去る（『超少女明日香 ウェディング★スター』）。しかし最終的に一也達は記憶を取り戻す。
髪型は緩いウェーブがかかったロングヘアで、ヘアバンドをしている。普段は前髪で顔の上半分が隠れた、貧乳で小柄な冴えない容姿の持ち主（作内ではよくチンクシャと言われる）だが、「変身」すると美少女になり（目が描かれる）体格・体型も変わる（背が伸び、胸も大きくなる）。変身前、一也の言うチンチクリンの時でさえ、正彦の見立てによるスリーサイズはB87/W59/H85である。変身前・変身後は同一人物として認識されているが「変身」を認識しているのは一也のみである。
自然の精霊（とも）であるが故に、（電流のようなもので）分厚いドアや壁を破壊する・分身・分身した自分およびミックとのテレパシー・記憶操作・催眠術など様々な能力を持つ。ものによっては体力を消耗するらしく、分身し続けていたときはかなり疲労していた。
自分が持つ力を超える強い力（の持ち主）により、力を抜かれてしまうと、力が入らなくなり前述の能力を使えなくなってしまう（その際は容姿も変身前（チンクシャ）に戻ってしまう）。
家事の腕は超一流。掃除、洗濯、料理を難なくこなし、それはリゾートホテルの部屋の準備、レストランまでと幅広い。手入れをした庭では、水を与えただけで花が咲き、リンゴや西瓜が簡単にできる（その理由を「（この庭の）日当たりがいいから」と言い切る）。その果物をお裾（すそ）分けをしご近所付き合いを広げ、願わずもお返しでその家の家計が助かることも。明日香が家政婦をし、幸せに包まれた家は、明日香が去ったその後も続いている。
持ち物は少なく、風呂敷ひとつ分。普段の着物以外に私服はセーラー服のみ（初期は紺色長袖の冬服または白色半袖の夏服、現在は白色長袖で袖をまくっている姿に統一されており、スカート丈も短くなっている）。明日香のセーラー服は一也の高校の物で、明日香が他の学校に通うときもそのセーラー服を着用している。また変身前の体型に合うスクール水着は持っているが、それ以外は必要な時に借りている。
なお、多くのストーリーにおいて彼女は毎回1回は「脱ぐ」。作者はこれをサービスカットとして重視している模様。
ミック
明日香の愛猫。普段は飼い主同様冴えない見た目（飼い主同様目が描かれない）だが、彼も変身すると姿が変わり（目が描かれる）、超能力を使う。
危険が迫ればその場にいながら、明日香に伝えることができる。時に明日香に頼まれて、探しものをしてくることも。
明日香が家政婦をしている為か、子どものいる家庭では、お守りを担当。おむつの交換も難なくこなす。
田添 一也（たぞえ かずや）
田添社長の長男。『超少女明日香』では高校3年生。明日香とは相思相愛であり、家族全員公認、親も婚約を認める仲。
明日香のことは、当初は有能ではあるが胡散臭い家政婦としか思っていなかったが、故郷の夢を見てうなされた明日香に抱きつかれてから、彼女を意識するようになる。のちに芙蓉夫人との対決の過程で明日香の秘密を知ってしまい更に惹かれていくことに。その姿勢が認められ、明日香のパートナーとして自然からシールド（これによりあらゆる超能力の作用を無力化できる。思念波がぶつけられているのを感じるのみでダメージは全くない）を授けられるが、それを明日香に知られることで再び彼女に去られてしまう。
｢自分は普段の明日香と変身後の明日香のどちらに惹かれているのか｣と作品中で自問するシーンがあるが、｢どっちかっつーとこの（普段の）チンチクリンのほうを好きみたいなんだよなーっ｣と自分で不思議がっていた。
田添 悦子（たぞえ えつこ）
一也の妹。『超少女明日香』では高校1年生。髪はやや外ハネのセミロング。明日香より年下だが背は高い。
田添 正彦（たぞえ まさひこ）
一也の弟。『超少女明日香』では小学3年生。おかっぱの坊ちゃん刈りという容姿だが、フラッパー版では「リニューアルされる」（明日香談）。明日香と一緒に入浴するのが好き。
田添社長（たぞえしゃちょう）
一也たちの父。田添建設の社長。見た目そのものの謹厳実直である上に家族思い。何かと弱みを握られては脅され、言う事を聞かされている。数々の事件に心ならずも関わっている。
田添 美沙（たぞえ みさ）
一也たちの母。明日香のおかげでバラバラだった家族がひとつになったことに感謝している。病弱だったが、明日香の治療（精霊の力）によって快復する。一也と明日香が結ばれることを願っている。
おしげさん
『超少女明日香』に登場
田添家のお手伝いさん。昼間しか田添家に来られなくなったため、明日香が雇われることとなった。
芙蓉夫人（ふようふじん）
『超少女明日香』に登場
芙蓉産業の女社長。田添建設の名に隠して砂神村をダムに沈めた張本人。明日香によって自然の脅威を思い知らされ、軽い精神錯乱に陥る。
八雲（やくも）
『超少女明日香』に登場
田添社長の秘書。芙蓉夫人が送り込んだスパイ。和田キャラにしては汎用度が高く、後に『スケバン刑事第2部』『怪盗アマリリス』（この作品でフルネームが八雲翔（やくも しょう）と判明）にも登場。
四重奏（カルテット）
『超少女明日香』に登場
芙蓉夫人のブレーンをなす、エース（本名：本郷 猛（ほんごう たけし））、イブ（本名：森 ユキ）、コロンボ、耳八幡（みみはちまん）の4人で構成される知能集団。彼らの智力で芙蓉夫人を財界の統治者にすることを目的として活動しており、その一環とし「いさり火」作戦を決行する。
家事手伝いとしてそれぞれの家に潜入した明日香（の分身体）の画策により、4人とも芙蓉夫人から離反。耳八幡は独立を図ったことが露呈して芙蓉夫人に射殺され、エースとイブは恋仲になって駆け落ち。最後に残ったコロンボは「"独奏"（ソロ）は苦手」と手を引こうとした所、これに激昂した芙蓉夫人に殺害された。
ウォーカー姉弟（姉：トマシーナ・R（レッド）、弟：トーマス・B（ブラック））
『超少女明日香』『明日香・妖精狩り』に登場
芙蓉夫人がニューヨークから呼び寄せた超能力者。2キロ以内なら瞬間移動（テレポート）、1トン以下なら観念動力（テレキネシス）が可能。お互い心を通じて会話（テレパシー）が可能である。いさり火作戦で一也のサポートで戦った明日香の"精神の檻（サイコ・バリヤー）"から脱出する際、能力を限界まで使って脱出したため、2度と超能力を使えない身体になった。芙蓉夫人の元にテレポートした。その後、オズモンド超心理学研究所に収容され、意識を自己封鎖し胎児のような姿勢で研究所の容器の中で眠り続ける。
山根 さやか（やまね さやか）
『明日香ふたたび』に登場
一也と同じ高校に通う。家族は父と妹の3人である。一也を気に入っており、一也と明日香を引き離すため明日香を自分の家のお手伝いさんに誘う。額を広く出したやや内巻きカールのセミロングで、カチューシャを着けている。
山根 昌蔵（やまね しょうぞう）
『明日香ふたたび』に登場
さやかの父。田添社長の友人であり、国会議員である。3人のお手伝いさんを雇っている。事件の背景を知るため紅輪忍群に命を狙われる。
紅輪 鬼童（べにわ きどう）
『明日香ふたたび』に登場
徳川家の遠い血統で、莫大な財と智力を持ち、現代忍者の暗殺集団『紅輪忍群』を従えた政財界の黒幕。没後も小角によりその事実は隠され、権勢のみ利用され続けた。
小角 右近（おづの うこん）
『明日香ふたたび』に登場
紅輪産業を隠れ蓑にしている『紅輪忍群』の頭領であり超能力者。
葵 今日子（あおい きょうこ）
『ふたりの明日香』に登場
変身後の明日香とそっくりなスーパーアイドル。明日香を付き人にしていた。幼い頃に養子に出されたため、実の家族を知らずに育った。砂神村の紋が入った砂時計を持っており、本人も明日香に向かって「私たちは双子だったのかもしれない」と語っている。
芹川 有子（せりかわ ゆうこ）
『ふたりの明日香』に登場
テレビ局XTVに出演する超能力集団アマゾネスのチーフ。極度の男性恐怖症。長い髪をツインテールにしている。ワカベプロに移籍した今日子にレギュラー番組を軒並み取られた上に、初めて好きになった一也を今日子（実は明日香）にとられたと勘違いし、今日子と一也を殺そうとする。
芹川夫人（せりかわふじん）
『ふたりの明日香』に登場
有子の母。出演者がほとんど超能力者で占められている開局したばかりのテレビ局XTVの社長。超能力者ということが原因で、夫に捨てられたことを恨み、復讐しようとしている。生まれつき右眼球がない。
『左の目の悪霊』の樹ノ宮ケイのスターシステムである。
若辺（わかべ）
『ふたりの明日香』に登場
芸能界の黒幕ワカベプロの社長。今日子を弱小プロから強引にワカベプロに引き抜いた。超能力集団アマゾネスを率い、野望を達成しようとする。
白沢 ケイ（しらさわ けい）
『明日香子守歌（ララバイ）』に登場
4人の超能力者のリーダー的存在。超能力者の世界の構築を夢見て葉鳥に協力する。念動力の能力を持つ。ハンサムな優等生である一面、マニアックなプラモデラーでもある。萌からプラモデルのプレゼントを貰ったことで、意識し始める。
矢鳥 京子（やとり きょうこ）
『明日香子守歌』に登場
超能力者。髪型はポニーテール。念力発火能力を持つ。いつもケイの傍にいて離れない。萌にケイを取られたことで萌を妬む。
吾妻 萌（あずま もえ）
『明日香子守歌』に登場
超能力者。瞬間移動能力を持つ。三つ編みの心優しい少女。ケイが好きだが京子への遠慮から積極的にはなれなかった。明日香のアドバイスで、もう少しだけ前向きに生きていこうとする。肩に豹柄のあざを持っている。
如月 百貫（きさらぎ ひゃっかん）
『明日香子守歌』に登場
超能力者。衝撃波を作り出せる能力を持つ。食いしん坊。いつもお腹をすかせている。時に料理をくれる明日香を好きになる。
葉鳥（はとり）
『明日香子守歌』に登場
マンモス団地にある産院の院長。団地の地下から掘り出した超能力者を作り出す『緑豹（グリーンレオパルド）』研究の為、来院する妊婦に結晶を埋め込み、豹柄のあざのある異常能力を持った子供を産ませている。死亡率が高く、京子、ケイ、萌、百貫だけが第2期（10～12歳）を超えた。死んだ子供は特殊処理を施すと再び純度が上がり再結晶化するため、遺体を引き取る名目で母親から死んだ子どもたちを取り上げ、拒否する母親は部下に殺害させ、犠牲にしていた。完成品を各国に売り莫大な利益を得ることを目論んでいる。
船長（キャプテン）
『明日香・妖精狩り』に登場
次世代に超能力を定着させる遺伝子を持つ超能力者を『ティンカーベル』と呼び、世界から抹殺しようとする。明日香もそのうちの一人として狙う。恋人もティンカーベルだった為、その手で殺めた過去を持つ。その際、右手を失ったが原人に与えられる。以前はビルと呼ばれていた。原人に唆され、真に大切にすべきモノを取り違えた結果の悲劇だった。
原人（げんじん）
『明日香・妖精狩り』に登場
船長が博物館から盗み出した原人の髑髏。船長の野心を満たし、その見返りとして船長にティンカーベル（妖精）狩りをさせる。
源家（みなもとけ）
『明日香・妖精狩り』に登場
明日香が家政婦をすることになったボロ家に住む一家。
父：隆二（りゅうじ）、長男：真一（しんいち）、次男：次男（つぐお）、双子の三郎（さぶろう）、四郎（しろう）、末っ子のいつ美（いつみ）。
男所帯で、隆二の兄に丸め込まれて財産を取られ貧乏なため、長男は恋人に結婚を言い出せず、双子は遠慮して家に友達を呼ぶことができなかった。
リツコ
『明日香・妖精狩り』に登場
外ハネロングヘアの美人な家政婦。源家の家政婦としてやってきたが、給料3倍につられ、豪邸に住む兄の家に行く予定だった明日香と交代。その為妖精狩りにティンカーベルと勘違いされ襲われるが、一也に助けられる。
沢渡 亜美（さわたり あみ）
『ヴィーナス翔ぶ!』に登場
高校生。ロングヘアで前髪は分けている。幼い時に父親が亡くなる。親同士で決めた鷲見との結婚をする気がない為、結婚式は明日香を代役にする。
鷲見 和貴（わしみ かずたか）
『ヴィーナス翔ぶ!』に登場
設計事務所の所長。新都市建設の主要部分を殆ど任せられるほど有能。親同士が成し得なかった結婚を、子供同士で成しえようとする父親に自分の母親を騙しているのではないかと疑い、亜美との結婚を拒む。
占い師
『ヴィーナス翔ぶ!』に登場
鷲見と対立する建設会社に鷲見を始末するように依頼される。最愛の相手でのみできる血の浄化が亜美・鷲見の結びつくことによって完了するのをなんとしても阻止したいが為、二人を殺そうと企む。
浄化された血がどんな結果になるか続編が匂わされているが、謎のままで終わった。
雪・月・花（ゆき・つき・はな）
『超少女明日香 眠る蛇』に登場
神鹿島にある神社の三つ子の巫女。神社に持ち込まれた石版の文字を解読し、神の力を得る。海運会社や測量会社の社長家族の姿を蛇の姿に換えて脅し、墓の捜索を強要させている。
篠宮家（しのみやけ）
『超少女明日香 眠る蛇』に登場
明日香が最後の切り札の家政婦として入った家。当主：十兵衛（じゅうべえ）、当主の妻：ハル、息子の妻：時恵（ときえ）、孫：康一（こういち）。
息子は篠宮海運会社を経営。彼も娘洋子（ようこ・康一の姉）が蛇の姿にされ、捜索を強要されている。
江梨子先生（えりこせんせい）
『超少女明日香 眠る蛇』に登場
一也の長期欠席している同級生・正夫の姉。一也の高校の養護教諭。
弟が蛇の姿にされ、他の学校にも同じような生徒がいることが判り、調べている。その家には、必ず白蛇がいると情報を得て、疑いのある篠宮家にいる明日香に調べてもらえないかと、一也に持ちかけた。
美咲（みさき）
『超少女明日香 雨の封印』に登場
山塔出版の編集長。髪型はサイドを切り揃えたセミロング。超現象を扱う雑誌社にいるが、超現象を信じていない。テレビ局に貸し出した雨雲に映る人影のビデオのおかげで、蛇神教団に襲われる。邦夫に魅かれているが、素直になれない。
芦田 邦夫（あしだ くにお）
『超少女明日香 雨の封印』に登場
美咲の大学の先輩。Ｎ電機コンピュータ室で科学畑の最先端にいるが、超自然現象を信じ、美咲達が持ち込んだ投稿写真を解析している。
阿久津 伴（あくつ ばん）
『超少女明日香 雨の封印』に登場
ヘビが人類の救世主と信じる蛇神教団の教祖。超能力集団を使って、蛇神（生霊）を雨雲から呼び出そうとする。
野多 純一・螢子（のだ じゅんいち・けいこ）
『超少女明日香 水底（みなぞこ）の騎士』に登場
一也達が小さい頃に別荘に来る度に遊んでいた兄妹。
純一は「野多のボンクラ息子」略して「ノダボン」と呼ばれている。マリンホテルノダのオーナーの息子で現在は専務。螢子は一也にホの字。
野多オーナー
『超少女明日香 水底の騎士』に登場
純一・螢子の父。マリンホテルノダのオーナー。経営にプライドが無く、金儲けと体面ばかりを気にする。
シーラカンス
『超少女明日香 水底の騎士』に登場
巨大な深海魚。海洋開発基地が崩壊した大嵐の日に初めて目撃される。流出した海の毒を浄化し、傷ついた魚たちを導いている。海を汚す人間を憎んでいる。
金子 ノブ（かねこ のぶ）
『超少女明日香 ウェディング★スター』に登場
アキラの母であり一也の伯母（田添社長の姉）にあたる。一人暮らしで不自由をしている為、明日香が家政婦として訪れる。京子を一也の嫁にと望んでいる。
アキラ
『超少女明日香 ウェディング★スター』に登場
ノブの息子。嵐の日に沖で行方不明になり、遺体も上がっていない。
京子（きょうこ）
『超少女明日香 ウェディング★スター』に登場
小さい頃から夏には一也・アキラと3人で遊んだ程の付き合い。アキラの許婚だったが、アキラが行方不明になった今、ノブに気に入ってもらいたい為だけに、一也の嫁に行くことを承諾している。髪型は後ろ髪をやや伸ばしたショートヘア。
救世主（メシア）
『超少女明日香 ウェディング★スター』『救世主（メシア）の血』『黄金のドクロが笑う』『明日香対救世主（メシア）』『史上最大の生霊』に登場
本名・高瀬冬馬（たかせ とうま）。鬼の一族の末裔。若狭島で生まれ、神鹿島の明日香達の戦いの時、自然の精霊（とも）として目覚める。自然を呼び寄せ捻じ曲げる力の使い方に、同じ自然の精霊として明日香は反発する。人間が自然に沿うのではなく、人間そのものが自然由来の存在であり、故に人間の正しい行動こそが自然を創ると説き、その実践のために新興宗教のリーダーとなった。国土庁長官の一人娘である舞と親しくなるが、一也のシールド能力を目撃したことで、明日香への対抗心と自らの驕りから舞を結果的に死なせてしまい、精霊としての能力を感情のままに暴走させてしまう。
後に明日香の導きで自然の力に目覚めるも時既に遅く、黄金の髑髏に自らの力を逆利用されたことに気付くと同時に息絶えた。しかし、死を迎えて魂だけの存在となったことで逆に鬼の一族の力に目覚めて明日香と一也に力を貸す。最期は明日香と一也にこれからの敵は二人の愛情が無いと立ち向かえない旨を伝えて消滅するが、明日香は一也を運命に巻き込む事に恐れ、その忠告を無視して彼の許（もと）を離れてしまう。
黄金の髑髏（おうごんのどくろ）
『救世主の血』『黄金のドクロが笑う』『明日香対救世主』『史上最大の生霊』に登場する史上最大の悪霊。
救世主（メシア）の最大の敵として登場し、シモベである銀ドクロを操る。自らは自然の力によって何処とも知れぬ場所に封印されている。
最終的に舞を喪った救世主の暴走を逆利用し、自らの復活を膳立てた。その本体は高瀬冬馬の骨格として隠れていた。
明日香によって人間の自然に対する悪意や自然が与える宿命をも自ら受け入れずに克服する意志の集合体、即ち人間が進歩しようとする意志の具現体そのものであると看破され、最終的に宇宙を目指し膨張して明日香と一也の前から倒されることなく虚空へと消えていった。その正体は自然の精霊でありながら自身も人間である明日香に深いショックを与えてしまう。
高嶋舞（たかしま まい）
『明日香対救世主』『史上最大の生霊』に登場
国土庁長官の娘。ウェーブがかかった髪を切り揃えたセミロング。小学5年生だが年齢に似合わぬ発育のいいグラマーな肢体の持ち主。しかし精神は無邪気な小学生そのもの。その体と心のせいで一時は悪い仲間に引き入れられそうになるが明日香の諭しと手引きによって事なきを経る。
自らのお気に入りの場所が、救世主（メシア）のお気に入りの場所でもあったために彼と知遇を得て、後に彼の恋人となる。しかし黄金の髑髏のワナ（と救世主の傲慢）によって、その幼い命を散らすこととなり、それが救世主の暴走と黄金の髑髏の復活の間接的な引き金を引いてしまった。
死後、暴走中の救世主の前に幾度となく苦しみの表情で現れるが、それは銀ドクロによって巧妙に仕立てられた幻影に過ぎず、本来の彼女の魂は救世主を守らんと必死に彼の横で呼びかけていた。
なお、そのキャラクターコンセプトは後に『怪盗アマリリス』に登場する倉見雛子に受け継がれている。
大沢公子（おおさわ きみこ）
『救世主の血』『黄金のドクロが笑う』に登場
某ブランドの支店長。田添家から出て行く当ての無い明日香を克彦が拾ったのがきっかけで明日香を雇う。息子と二人暮し。製糸会社に勤める夫が北陸に単身赴任の為、別居中。
大沢克彦（おおさわ かつひこ）
『救世主の血』『黄金のドクロが笑う』に登場
公子の息子。大学受験に失敗し予備校に通う。明日香がぼさぼさだった髪を切ると一也と瓜二つに。街で一也に間違われたことで、一也と出会う。変身後の明日香に一目惚れし明日香に言われた一言で、猛勉強を開始する。
水野洋子（みずの ようこ）
『救世主の血』『黄金のドクロが笑う』に登場
若狭島に住む救世主の幼馴染。中学時代に救世主（その時代は冬馬）と付き合っていた。
花室小百合（はなむろ さゆり）
『黄金のドクロが笑う』に登場
白百合島当主の娘。美しい容姿であったが半年前から急に太り始めた。主家にあたる高遠家の長男との見合いが迫る中、ダイエットのため明日香と共に強化合宿を行う。
雨宮黒姫（あまみや くろひめ）
『黄金のドクロが笑う』に登場
黒百合島当主の娘。見合いを成功させるため、黒沼を花室家へ差し向ける。
黒沼大二郎（くろぬま だいじろう）
『黄金のドクロが笑う』に登場
花室家のシェフ。味の魔術師と呼ばれる。実は雨沼家の手の者で、ダイエット食に見せかけた高カロリーの食事を小百合に食べさせ続けたため、小百合は急激に太ってしまった。
菜子（なこ）
『史上最大の生霊』に登場
明日香が白百合島へ行っている間、怪我をした正彦の世話をしていた家政婦。どこか明日香に似ている。

### フラッパー版の登場人物
砂姫明日香（さき あすか）
主人公。基本設定は花とゆめ・別冊マーガレット版と同じ。
ミック
明日香の愛猫。基本設定は同じ。高価なネコ缶（キャットフード）に目が無く、明日香をなんとしても連れ戻したい一也に、度々ネコ缶で買収される。
田添一也（たぞえ かずや）
『式神編』から登場（1巻あとがきでリクエストが来たので、『式神編』から登場となったと作者が語っている）
明日香とは幾多のすれ違いを経て再会。遂に田添家に連れ戻すことに成功するが……。
睦月圭一（むつき けいいち）
『聖痕編』に登場
睦月医院のひとり息子。太目の冴えない高校生。
典子に憧れていた。「血の満月」によって覚醒し、後に聖痕を得て黄金の狼に変身するようになる。
睦月京吾（むつき きょうご）
『聖痕編』に登場
月読市にある睦月医院の医師。圭一の父。7年前に妻を亡くしている。
桜木典子（さくらぎ のりこ）
『聖痕編』に登場
睦月家の隣で花屋を営む。聖痕一族の最後の一人で、白いオオカミに変身する。圭一を愛する故に、拝の許に身を委（ゆだ）ねる。
拝貴志（おがみ たかし）
『聖痕編』に登場
圭一の幼馴染で同じ月読高校に通う。坂十字病院の御曹司。擬似聖痕の持ち主で、本物の聖痕を手に入れるために典子を狙う。
拝院長（おがみいんちょう）
『聖痕編』に登場
坂十字（さかじゅうじ）病院の院長。貴志の父。聖痕の研究をし、擬似聖痕を息子や友人に施した。
若王子京四郎（にゃくおうじ きょうしろう）
『式神編』に登場
一也とは道を教えたのがきっかけで親しくなる。馬の白鹿毛（しろかげ）に跨り通学する。美男子だが女顔の為、女性疑惑が浮上する。その正体は、雀装によって男装した玄幽の孫娘・京（みやこ）。若王子家唯一の跡取りであり、女系・鳴沢家の男子と彼女が封印の儀を行えば主導権が鳴沢家に移ってしまうことを懸念した玄幽によって、女性の姿のときは結界の張られた座敷牢に幽閉されている。
鳴沢由希夫（なるさわ ゆきお）
『式神編』に登場
京四郎の家と対立する鳴沢家の出身。3人の姉（美希・瑞希・珠希）を持つ。鳴沢が女系なので自分は鬼っ子だと自覚している。家事が得意。
若王子玄幽（にゃくおうじ げんゆう）
『式神編』に登場
京四郎の祖父。平安時代から続く祈祷師で草加部流の三十七代。筋金入りのガンコ者。
宮野（ぐうの）
『式神編』に登場
四国・大歩危峡で白漉き（若王子家）と黒漉き（鳴沢家）の憑代に使う紙を漉く。
おふく
『式神編』に登場
2年前から若王子家に勤めていた家政婦。明日香と入れ替わりに若王子家を去っていった。
蘆屋（あしや）
『式神編』に登場
一部政財界に名高く、代々日本を動かしてきた占師一族の若き総帥。蘆屋道満が始祖。若王子・鳴沢家と敵対関係にある。
沼重三（ぬま じゅうぞう）
『学校編』に登場
明日香の育ての親で、現在は白葉高校の教師。
砂神村を失い独りで街に降りてきた明日香を拾う。明日香に中等教育と料理の技を叩き込み、一人で生きていけるように仕上げた。
他作品にも登場。作者によれば、時系列は『大逃亡』のあと明日香を拾い教育。明日香を東京に出した後鷹ノ羽高校『スケバン刑事』へ。そこでの一連の事件をはさんで『学校編』となる。
沼由梨（ぬま ゆり）
『学校編』に登場
沼の妻。旧姓・ワタナベ。沼が「前の学校にいたときに知り合って」結婚。思うように調査が進まない沼の様子を見かねて、ムウ＝ミサに助力を依頼する。
雑誌掲載当初（および単行本1巻収録分）では「晃子（あきこ）」とされていたが、スケバン刑事シリーズとの整合のため「由梨」に変更された。
広瀬律子（ひろせ りつこ）
『学校編』に登場
明日香が転入した白葉高校の生徒会長。長身。眼鏡を外すと目が殆ど見えない。胸が大きすぎることにコンプレックスを感じている。幼馴染のメイにひょんなことから逆恨みされ、危険な目に合う。
古賀メイ（こが メイ）
『学校編』に登場
母は白葉高校の理事長だが、本人は転校して紅花高校に通っている。一也に惚れるが失恋したことをきっかけに、勘違いで何の関係も無い律子を逆恨みする。事件の収束後、周囲の協力を得て白葉の理事長に就任する。
古賀理事長（こがりじちょう）
『学校編』に登場
メイの母。亡き夫から学校の理事長を受け継ぎ、守っている。メイが学校の権利書を売り渡したと知り学校に駆け付け、体を張って学校を守ろうとしたためと、心労が重なって亡くなる。
ムウ=ミサ
『学校編』に登場
額に三日月傷のある男。沼由梨(晃子)の依頼で関わることに。元内閣調査室の室員で銃の扱いに慣れ、めっぽう腕が立つ。ある事件で関わった少女と一緒に暮らしている。他のシリーズ作品にも登場。
描かれた建物から内閣調査室員を辞め、スケバン刑事シリーズで亡くなる神恭一郎の探偵事務所を引き継いだ後だと考えられる。
会長（かいちょう）
『学校編』に登場
天使のいる紅花高校を創設し、白葉高校の廃校を企む謎の男。目的を果たすために手段を選ばない。

## 単行本リスト

### MFコミックス （マーガレットコミックス、花とゆめコミックス分再版）
- 再現されていないカラー扉絵：「超少女明日香」Part2、「明日香ふたたび」Part2、「雨の封印」Part1

1. 1巻
  - 超少女明日香（昭和50年別冊マーガレット4・5月号）（Part1の扉絵と1 - 4頁はカラーで再現収録）
  - 明日香ふたたび（昭和51年別冊マーガレット5・6月号）
  - メイキング オブ「超少女明日香」（花とゆめCOMICS版を再録）
  - メイキング オブ「明日香ふたたび」（花とゆめCOMICS版を再録）
2. 2巻
  - ふたりの明日香（昭和51年別冊マーガレット9・10月号）（Part1の扉絵と1 - 4頁はカラーで再現収録）
  - 明日香子守歌（ララバイ）（昭和53年ララ11・12月号、昭和54年ララ1月号）
  - メイキング オブ「ふたりの明日香」（花とゆめCOMICS版に2ページ加筆）
  - メイキング オブ「明日香子守歌」（描き下ろし）
3. 3巻
  - ビーナス翔ぶ! （昭和58年花とゆめDX・創刊号：単行本収録にあたり雑誌原稿を改稿）（Part1の扉絵と1 - 4頁はカラーで再現収録）
  - 明日香・妖精狩り（昭和60年花とゆめ11 - 13号）
  - 紅い牙・番外編 貘（1982年 別冊花とゆめ冬の号）
  - メイキング オブ「ビーナス翔ぶ!」（描き下ろし）
  - メイキング オブ 「妖精狩り」（描き下ろし）
4. 4巻
  - 超少女明日香 眠る蛇（昭和61年花とゆめ8 - 11号）（Part1の扉絵はカラーで再現収録）
  - 超少女明日香 雨の封印（昭和63年花とゆめ3、4号：単行本収録に当たり一部改稿）
  - メイキング オブ「眠る蛇」（描き下ろし）
  - メイキング オブ「雨の封印」（描き下ろし）
  - 「明日香ふたたび」のPart1、「明日香子守歌」のPart2のカラー扉絵と「超少女明日香 眠る蛇」の單行本カラー表紙を再現収録
5. 5巻
  - 超少女明日香 水底の騎士（平成3年花とゆめ16 - 18号）（Part1の扉絵と1 - 3頁と予告はカラーで再現収録）
  - 超少女明日香 ウエディング★スター（昭和62年花とゆめ17・18号）
  - メイキング オブ「水底の騎士」（描き下ろし）
  - メイキング オブ「ウエディング★スター」（描き下ろし）
  - 「超少女明日香 ウエディング★スター」のPart1カラー扉絵を再現収録（裏表紙に）
6. 6巻
  - 超少女明日香 救世主（メシア）の血（昭和63年花とゆめ10 - 12号）（Part1の扉絵と1 - 3頁はカラーで再現収録）
  - 超少女明日香 黄金のドクロが笑う（平成4年花とゆめ16 - 18号）
  - メイキング オブ「救世主の血」（1）（花とゆめCOMICS版を再録）
  - メイキング オブ「救世主の血」（2）（描き下ろし）
  - メイキング オブ「黄金のドクロが笑う」（1）（花とゆめCOMICS版を再録）
  - メイキング オブ「黄金のドクロが笑う」（2）（描き下ろし）
  - 「明日香・妖精狩り」、「黄金のドクロが笑う」のPart1のカラー扉絵を再現収録
7. 7巻
  - 超少女明日香 明日香対救世主（メシア）（平成5年花とゆめ1 - 3号）（Part1の扉絵はカラーで再現収録）
  - 超少女明日香 史上最大の生霊（平成5年花とゆめ16 - 19号：単行本収録にあたりラストを加筆）
  - メイキング オブ「明日香対救世主」（描き下ろし）
  - メイキング オブ「史上最大の生霊」（1）（描き下ろし）
  - メイキング オブ「史上最大の生霊」（2）（花とゆめCOMICS版を再録）
  - 「ふたりの明日香」のPart2、「明日香子守歌」のPart1のカラー扉絵と「救世主の血 3巻」の單行本カラー表紙を再現収録
  - 「史上最大の生霊」のPart1カラー扉絵を再現収録（裏表紙に）

### MFコミックスフラッパー（新シリーズ）
- 聖痕編 全2巻
  - 超少女明日香 聖痕編（コミックフラッパー1999年12月号 - 2000年5月号）
  - メイキング オブ 超少女明日香"聖痕"編（描き下ろし）
  - ACT1、ACT5、ACT11のカラー表紙を再現収録 ACT4とACT5の間に2P加筆
- 式神編 全2巻
  - 超少女明日香 式神編（コミックフラッパー2001年3月号 - 2002年2月号）
  - メイキング オブ 超少女明日香"式神"編（描き下ろし）
  - ACT1、ACT7、ACT10のカラー表紙を再現収録
- 学校編 全3巻
  - 超少女明日香 学校編（コミックフラッパー2002年6月号 - 2004年3月号）
  - メイキング オブ 超少女明日香"学校"編（描き下ろし）
  - ACT1、ACT5、ACT9、ACT12のカラー表紙を再現収録